# David Kirby (aktivista)
David Lawrence Kirby (6. prosince 1957 Ohio – 5. května 1990 Columbus, Ohio) byl americký gay a HIV/AIDS aktivista a předmět fotografie pořízené na jeho smrtelné posteli Theresou Frareovou. Snímek byl v roce 1990 publikován v časopise Life, který ho nazýval „obrazem, který změnil tvář AIDS“. Fotografie získala národní a následně mezinárodní pozornost. Později byla se svolením Kirbyho rodiny použila společností Benetton v kontroverzní reklamní kampani United Colors of Benetton, aby ukázala ničivé následky AIDS.

## Život
David Kirby se narodil v malém městě v Ohiu. Jako homosexuální teenager neměl v 70. letech na Středozápadě lehký život. Když se rodina dozvěděla o jeho sexuální orientaci, zareagovala negativně. Pro odcizení s rodinou a absenci perspektivy se přestěhoval do Kalifornie, kde se připojil ke gay komunitě v Los Angeles. V 80. letech byl gay aktivistou a účastnil se manifestací a protestů za rozšíření práv homosexuálů v Kalifornii a USA. Po zjištění diagnózy v roce 1987 se snažil zvýšit povědomí o AIDS. Ve městě Stafford založil proto AIDS Foundation a dokud mu to jeho zdravotní stav dovolil, věnoval se osvětě, aby zvýšil povědomí o AIDS a o prevenci u většinové společnosti, případně pracoval pro práva nemocných AIDS. Po zhoršení zdravotního stavu se po mnoha letech spojil se svou rodinou, aby mohl umřít mezi svými nejbližšími. Rodina ho přijala zpět a jeho přání vyhověla. Když se stav v roce 1989 zhoršil natolik, že jej nebylo možné ošetřovat doma, přesunul se do hospice v Columbusu.

## Vztah k Therese Frareové a Petovi
Když byl pacientem v hospici Pater Noster House, Kirby navázal vztah s Theresou Frareovou, studentkou žurnalistiky z Ohio University a dobrovolnicí v hospici. Frareová byla v Pater Noster od ledna 1990 také pro získání kreditů za vysokoškolský projekt. Sledovala pečovatele jménem Peta, který se staral o Kirbyho a který byl také sám HIV pozitivní. Peta s Kirbym se stali blízkými přáteli, i s jeho rodinou ho pojilo silné pouto důvěry. Díky vztahu mezi Petou a Frareovou se Kirby seznámil s Frareovou. Od března Frareová začala v hospici fotografovat a Kirby jí řekl, že ho může zachycovat v jeho zhoršujícím se stavu, pokud snímky nebudou použité komerčně. Frareová si to vysvětluje tím, že David Kirby byl aktivistou a chtěl světu ukázat, jak zničující byl AIDS pro rodiny a komunity.

## Smrt
Frareová byla s Petou u jiných pacientů, když spolupracovníci přišli za Petou se zprávou, že se Kirbyho stav rychle zhoršuje a že se blíží jeho smrt. Peta šel za Davidem, aby s ním mohl být a Frareovou vzal s sebou. Ačkoliv Frareová zůstala ohleduplně před pokojem, Kirbyho matka pozvala Frareovou do místnosti, aby zachytila poslední okamžiky jeho života, poslední loučení a jejich zármutek při úmrtí. Stála tiše v koutě, sledovala a fotografovala. V pokoji kromě rodičů Davida byla jeho sestra, neteř a Peta. Poslední Kirbyho slova byla „Jsem připraven“. Rodina později prohlásila, že doufali, že ze snímků Frareové zachycující poslední chvíle života jejich syna vzejde něco dobrého.

## Snímek z Life
Fotografie ze série, která se proslavila, zachycuje Kirbyho, těsně před smrtí, s prázdným výrazem v tváři, a jeho otce držícího hlavu svého syna ve chvíli zármutku. Davidovu pravou ruku drží Peta, jehož obličej ani tělo není na fotografii zachyceno. Vedle postele sedí Davidova sestra tisknoucí k sobě neteř.
Když byl snímek zveřejněn časopisem Life v jeho listopadovém čísle roku 1990, šokoval ve Spojených státech národní svědomí svým názorným zobrazením. I když veřejnost věděla, že AIDS zabíjí, mnozí věděli o jeho následcích čistě teoreticky. AIDS byl stále považován za “nemoc homosexuálů” a jen malá část populace měla o nemoci dostatečné informace. Snímek umožnil širší veřejnosti připojit se k rodinnému zármutku nad ztrátou jejich syna. Skrze jejich utrpení mohla konzervativní část veřejnosti přijmout skutečnost, že AIDS se netýká jen lidí z okraje společnosti. Snímek ukázal, jak se AIDS dotýká i rodinných hodnot, jejichž hájením se zaštiťovali odpůrci opatření proti nemoci. Life obdržel stížnosti na názornou povahu snímku, ale redakce byla přesvědčená, že zveřejnění snímku bylo v souladu s posláním časopisu vyprávět příběh o životě a smrti prostřednictvím vizuálních obrazů.
Fotografie získala ocenění včetně 2. ceny na World Press Photo 1991 v kategorii Obecné zpravodajství. V následujících dekádách viděla ikonickou fotografii podle některých odhadů až miliarda lidí, když byla otištěna ve stovkách novin, časopisů a zahrnuta do televizních pořadů po celém světě. Redakce časopisu Life v roce 2003 zařadila snímek do knihy 100 fotografií, které změnily svět.

## Reklamní kampaň Benettonu v roce 1992
Na fotografii otištěnou v Life později narazil Oliviero Toscani, někdejší kreativní ředitel v oděvní společnosti Benetton. Toscani tehdy vytvářel reklamní kampaně z významů a věcí, se kterými inzerenti nechtěli mít nic do činění. Při spatření snímku si pomyslel: „To je ten obraz. Vypadá jako Ježíš, ale umírá na AIDS. Je jako malba.“ Viděl však problém v tom, že obraz byl černobílý, protože chtěl snímek realisticky barevný. Na konci roku 1991 kontaktovali Ann Rhoneyovu, která v době před nástupem Photoshopu kolorovala snímky ručně s využitím olejových barev. Rhoneyová obarvila snímek, aby vypadal realisticky a zároveň zachovala Davidovu důstojnost; s výsledkem byla spokojena.
Kirbyho rodina dovolila použít snímek v provokativní reklamní kampani United Colors of Benetton pro rok 1992. Společnost Benetton cítila, že by Kirbyho příběh mohl dosáhnout celosvětového publika a mohli by zvýšit povědomí o problému. Reakce na kampaň přicházela z mnoha zdrojů: například nejvýznamnější módní časopisy jako Elle, Marie Claire či Vogue odmítly reklamu zveřejnit. Důrazně reagovala katolická církev, která měla pocit, že obraz je nevhodnou narážkou na historické zobrazení Piety s Pannou Marií a Ježíšem po sejmutí ze kříže. Kampaň kritizovali další aktivisté nemoci AIDS, kteří ji vnímali jako zneužití smrti korporací pro zvýšení prodeje triček, popřípadě v kampani viděli nějakým způsobem omlouvání homosexuality. Aktivisté za práva homosexuálů vyšli do ulic a volali po bojkotu Benettonu, stejně jako londýnské noviny Sunday Times. Terrence Higgins Trust, významná anglická charita zaměřená na AIDS, volala po zákazu reklamy, kterou označovala za neetickou a urážlivou.
V roce 2012 Frareová časopisu Life řekla, že když v průběhu vřavy okolo kontroverzní reklamy Benettonu klesala na mysli, tak Davidův otec Bill Kirby vyjádřil pocity rodiny ohledně použití snímku společností United Colors of Benetton: „Poslouchej, Therese. Benetton nás nevyužil, ani nás nezneužil. My jsme využili je. Díky nim byla tvoje fotografie vidět po celém světě a to je přesně to, co David chtěl.“ Při jiném vysvětlení doplnil větu: „David promlouvá mnohem hlasitěji, když je teď mrtvý, než když byl naživu“.

## Dozvuk
Bill a Kay Kirby, rodiče Davida Kirbyho, se starali o Petu na konci jeho života v roce 1992 jako přirozený výraz vděku za jeho péči o Davida.